# A lyga 2017
A lyga 2017 var den 28. udgave af det litauiske mesterskab i fodbold. Turneringen blev afviklet fra den 3, marts, 2017 og blev afsluttet den 19. november, 2017.
FK Sūduva Marijampolė vandt deres 1. litauiske mesterskab.

## Stilling
| #  | Hold              | K  | V  | U  | T  | M+ | M– | M +/– | Points | Kvalifikation eller nedrykning |
| -- | ----------------- | -- | -- | -- | -- | -- | -- | ----- | ------ | ------------------------------ |
| 1. | FK Sūduva         | 28 | 17 | 8  | 3  | 65 | 28 | +37   | 59     | Mesterskabsslutspil            |
| 2. | FK Žalgiris       | 28 | 17 | 7  | 4  | 51 | 22 | +29   | 58     | Mesterskabsslutspil            |
| 3. | FK Trakai         | 28 | 15 | 9  | 4  | 45 | 22 | +23   | 54     | Mesterskabsslutspil            |
| 4. | FK Atlantas       | 28 | 8  | 9  | 11 | 33 | 33 | 0     | 33     | Mesterskabsslutspil            |
| 5. | FK Utenis         | 28 | 8  | 8  | 12 | 24 | 41 | -17   | 32     | Mesterskabsslutspil            |
| 6. | FK Jonava         | 28 | 8  | 7  | 13 | 29 | 45 | -16   | 31     | Mesterskabsslutspil            |
|    |                   |    |    |    |    |    |    |       |        |                                |
| 7. | FC Stumbras       | 28 | 4  | 10 | 14 | 23 | 42 | -19   | 22     | Nedrykningsplayoff             |
|    |                   |    |    |    |    |    |    |       |        |                                |
| 8. | FK Kauno Žalgiris | 28 | 3  | 6  | 19 | 19 | 56 | -37   | 15     | Nedrykning til Pirma lyga      |

## Mesterskabsslutspil
| #  | Hold              | K  | V  | U  | T  | M+ | M– | M +/– | Points | Kvalifikation eller nedrykning |
| -- | ----------------- | -- | -- | -- | -- | -- | -- | ----- | ------ | ------------------------------ |
| 1. | FK Sūduva         | 33 | 21 | 8  | 4  | 73 | 31 | +42   | 71     | Champions League 1. kvalrunde  |
| 2. | FK Žalgiris       | 33 | 20 | 7  | 6  | 62 | 31 | +31   | 67     | Europa League 1. kvalrunde     |
| 3. | FK Trakai         | 33 | 18 | 10 | 5  | 53 | 27 | +26   | 64     | Europa League 0. kvalrunde     |
| 4. | FK Jonava         | 33 | 10 | 8  | 15 | 40 | 53 | -13   | 38     |                                |
| 5. | FK Atlantas       | 33 | 8  | 12 | 13 | 39 | 43 | -4    | 36     |                                |
| 6. | FK Utenis         | 33 | 8  | 9  | 16 | 30 | 55 | -26   | 33     | Nedrykning til Pirma lyga      |
|    |                   |    |    |    |    |    |    |       |        |                                |
| 7. | FC Stumbras       | 28 | 4  | 10 | 14 | 23 | 42 | -19   | 22     | Europa League 1. kvalrunde     |
| 8. | FK Kauno Žalgiris | 28 | 3  | 6  | 19 | 19 | 56 | -37   | 15     |                                |

## Målscorer
Pr. 26. november, 2017; Kilde: Lietuvos futbolo statistika (Webside ikke længere tilgængelig) (litauisk)
| Nr. | Spiller               | Klub              | Mål |
| --- | --------------------- | ----------------- | --- |
| 1   | Darvydas Šernas       | Žalgiris          | 18  |
| 2   | Karolis Laukžemis     | Sūduva            | 14  |
| 3   | Elivelto              | Žalgiris          | 12  |
| 4   | Andrei Panyukov       | Atlantas          | 11  |
| 5   | Maksim Maksimov       | Trakai            | 10  |
| 5   | Semir Kerla           | Sūduva            | 10  |
| 7   | Maksym Marusych       | Jonava            | 8   |
| 7   | Oscar Dorley          | Trakai            | 8   |
| 9   | Diniyar Bilyaletdinov | Trakai            | 7   |
| 9   | Bahrudin Atajić       | Žalgiris          | 7   |
| 9   | Tadas Labukas         | Trakai / Atlantas | 7   |